# Antonia Gerena Rivera
Antonia Gerena Rivera (Loíza, Puerto Rico, 19 mei 1900 – Kendall (Florida), 2 juni 2015) was een Amerikaans supereeuwelinge. 
Gerena Rivera werd geboren in 1900 in Puerto Rico, maar verhuisde later naar Miami in de Verenigde Staten - ze bereikte de leeftijd van 115 jaar en 14 dagen. Ze is hiermee de oudste vrouw uit Puerto Rico aller tijden, maar niet de oudste persoon; die eer is weggelegd voor voormalig oudste mens ter wereld Emiliano Mercado del Toro, die overleed op de leeftijd van 115 jaar en 156 dagen.